# Jeddah International Airport
Jeddah International Airport (JED), også kaldet King Abdulaziz International Airport, er en lufthavn uden for Jeddah i Saudi Arabien, som er en af verdens største målt i areal. 
JED har ca 11,2 millioner passager om året, og er Saudi Arabiens næststørste lufthavn. Den største lufthavn i landet er King Khalid International Airport i Riyadh.
| Luftfart | Spire Denne artikel om flyvning er en spire som bør udbygges. Du er velkommen til at hjælpe Wikipedia ved at udvide den. |

21°39′42″N 39°10′23″Ø / 21.66169°N 39.17303°Ø